# Geneva (Minnesota)
Geneva é uma cidade localizada no estado americano de Minnesota, no Condado de Freeborn.

## Demografia
Segundo o censo americano de 2000, a sua população era de 449 habitantes.
Em 2006, foi estimada uma população de 456, um aumento de 7 (1.6%).

## Geografia
De acordo com o United States Census Bureau tem uma área de
1,1 km², dos quais 1,1 km² cobertos por terra e 0,0 km² cobertos por água.

## Localidades na vizinhança
O diagrama seguinte representa as localidades num raio de 20 km ao redor de Geneva.